# راي دبليو. هايز
راي دبليو. هايز (بالإنجليزية: Ray W. Hays)‏ هو سياسي أمريكي، ولد في 14 يونيو 1889، وتوفي في 5 أبريل 1976.